# Pyrrosia intermedia
Pyrrosia intermedia là một loài thực vật có mạch trong họ Polypodiaceae. Loài này được (Goy) K.H. Shing miêu tả khoa học đầu tiên năm 1983.